# Olivia Bouffard-Nesbitt
Olivia Bouffard-Nesbitt (* 30. August 1992 in Morin-Heights) ist eine kanadische Skilangläuferin.

## Werdegang
Bouffard-Nesbitt startete im Dezember 2010 in Rossland erstmals im Nor-Am Cup und kam dabei auf den 22. Platz im Sprint. Im Dezember 2013 erreichte sie in Rossland mit dem dritten Platz im Sprint ihre erste Podestplatzierung im Nor-Am Cup. Bei den U23-Weltmeisterschaften 2014 im Fleimstal belegte sie den 37. Platz im Skiathlon, den 35. Rang über 10 km klassisch und den 34. Platz im Sprint. Zu Beginn der Saison 2014/15 holte sie in Vernon im Sprint ihren ersten Sieg im Nor Am Cup. Im weiteren Saisonverlauf errang sie in Canmore den dritten Platz im Sprint und den zweiten Platz im 15-km-Massenstartrennen und erreichte zum Saisonende den achten Platz in der Gesamtweltcup. Ihr erstes Weltcuprennen lief sie im Februar 2015 in Östersund, welches sie auf dem 55. Platz im Sprint beendete. Im selben Monat belegte sie bei den U23-Weltmeisterschaften 2015 in Almaty den 21. Platz im Sprint, den 17. Rang über 10 km Freistil und den 12. Platz im Skiathlon und bei den nordischen Skiweltmeisterschaften 2015 in Falun den 52. Platz über 10 km Freistil. Nachdem sie im Sommer 2015 den Australia/New-Zealand-Cup auf dem sechsten Platz beendet hatte, kam sie im Winter 2015/16 im Nor-Am Cup viermal auf den zweiten und zweimal auf den dritten Platz und erreichte damit den dritten Platz in der Gesamtwertung. Die Ski Tour Canada 2016 beendete sie auf dem 44. Platz. In der folgenden Saison errang sie mit zwei zweiten und einen dritten Platz den siebten Platz in der Gesamtwertung des Nor-Am Cups. In der Saison 2017/18 kam sie mit zwei Siegen und zwei zweiten Plätzen auf den zweiten Platz in der Gesamtwertung des Nor-Am Cups. Im Februar 2020 gewann sie den Gatineau Loppet über 51 km Freistil. In der Saison 2021/22 nahm sie bei den Olympischen Winterspielen 2022 in Peking an vier Rennen teil. Ihre besten Platzierungen dabei waren der 40. Platz im Sprint und der neunte Rang mit der Staffel.

## Erfolge

### Siege bei Continental-Cup-Rennen
| Nr. | Datum             | Ort         | Disziplin                   | Serie                     |
| --- | ----------------- | ----------- | --------------------------- | ------------------------- |
| 1.  | 19. Dezember 2014 | Vernon      | Sprint klassisch            | Nor-Am Cup                |
| 2.  | 28. August 2015   | Snow Farm   | Sprint klassisch            | Australia/New Zealand Cup |
| 3.  | 19. Januar 2018   | Red Deer    | Sprint Freistil             | Nor-Am Cup                |
| 4.  | 11. März 2018     | Thunder Bay | 5 km klassisch 1            | Nor-Am Cup                |
| 5.  | 11. Januar 2022   | Canmore     | Sprint klassisch            | Nor-Am Cup                |
| 6.  | 8. Dezember 2024  | Vernon      | 10 km klassisch Massenstart | Nor-Am Cup                |

### Siege bei Skimarathon-Rennen
- 2020 Gatineau Loppet, 51 km Freistil

## Teilnahmen an Weltmeisterschaften und Olympischen Winterspielen

### Olympische Spiele
- 2022 Peking: 9. Platz Staffel, 40. Platz Sprint Freistil, 44. Platz 15 km Skiathlon, 61. Platz 10 km klassisch

### Nordische Skiweltmeisterschaften
- 2015 Falun: 51. Platz 10 km Freistil
- 2023 Planica: 8. Platz Staffel, 38. Platz Sprint klassisch, 40. Platz 15 km Skiathlon
- 2025 Trondheim: 30. Platz 50 km Freistil Massenstart, 40. Platz 10 km klassisch